# Perché il dio fenicio continua ad uccidere?
Perché il dio fenicio continua ad uccidere? (Tower of Evil) è un film del 1972 diretto da Jim O'Connolly. Nell'edizione DVD il titolo italiano è stato cambiato in un più fedele La torre del male.

## Trama
Dopo aver cercato rifugio nel faro dell'isola di Snape, al largo dell'Inghilterra, tre giovani turisti goderecci vengono selvaggiamente massacrati. Una delle armi utilizzate per il delitto è un grosso pugnale votivo del dio fenicio Baal, che richiama l'attenzione di alcuni esimi ricercatori convinti che tale ritrovamento potrebbe essere la prima prova certa della presenza di insediamenti fenici oltre le Colonne d'Ercole.
Intanto l'unica sopravvissuta al massacro dell'isola di Snape ha una visione: rievocando sotto ipnosi la notte dell'eccidio, la si sente più volte nominare il dio Baal. La rivelazione non turba minimamente i ricercatori, che proseguono il loro viaggio verso l'isola di Snape scortati dal vecchio lupo di mare Hamp e dal suo giovane nipote Brom. Il soggiorno dei protagonisti sull'isola di Snape si adombra subito di una luce sinistra: oltre al considerevole apporto distruttivo del goffo Brom, le mosse sibilline e ambigue di Brent e la lascivia immorale di Nora Winthrop confondono ancora di più le idee dello spettatore su chi siano i buoni e chi i cattivi.
Misteriose esplosioni ingiustificabili sconvolgono la quiete sonnolenta del soggiorno a Snape, mentre una creatura misteriosa si aggira per la Torre seminando terrore e morte. Intanto le ricerche archeologiche non proseguono (anzi nemmeno sono iniziate a differenza degli intrallazzi sessuali), mentre un ignoto sabotatore distrugge l'unica radio dell'isola.
Il vecchio marinaio rivela poi che l'isola non è sempre stata deserta ma fino a poco prima era abitata da suo fratello Saul e sua moglie Cesira, i quali avevano avuto un bambino, deceduto alla nascita. Una volta morta anche la moglie, Saul sarebbe quindi impazzito, e avrebbe cominciato a dispensare morte e terrore ai rari visitatori dell'isola di Snape.
A questo punto sembra che la soluzione più saggia sia dividersi. Ognuno dei componenti del gruppo si lancia alla ricerca dell'ingresso delle grotte dove si presume che si nasconda Saul. Brom, con un astuto espediente, riesce a trovare l'ingresso della grotta, dove viene presto rinvenuto il fantomatico tesoro fenicio. Anche Saul viene trovato e reso inoffensivo dal talentuoso investigatore privato.
Tutto sembra andare per il meglio, ma sopraggiunge un altro colpo di scena: non era Saul a compiere gli omicidi ma suo figlio, un'orrenda creatura, deforme dalla nascita e per questo dichiarata morta dai genitori.
Con una spettacolare esplosione la Torre del Male scompare dalla faccia della terra mentre i ricercatori sopravvissuti e l'investigatore ripartono alla volta della terraferma.

## Critica
Film lungamente sottovalutato dalla critica internazionale, Perché il dio fenicio continua ad uccidere? è recentemente rientrato nelle grazie dei critici, che hanno saputo rivalutarne la vena grottesca e naif. Molte e soprattutto evidenti sono le analogie con Antropophagus di Joe D'Amato realizzato a otto anni di distanza da Perché il dio fenicio continua ad uccidere?, a partire dal mostro impazzito in seguito alla morte della moglie che semina il terrore su un'isola nella quale sopraggiunge un gruppo di esploratori. Questo film britannico può quindi essere considerato l'antesignano del più famoso ultra-gore italico del 1980.

## Aspetti di cultismo
Con la rivalutazione della critica si è assistito anche a una rivalutazione del grande pubblico, soprattutto italiano, che negli ultimissimi anni ha saputo tributare al film i meriti che gli spettano, trasformandolo da trascurabile B-movie in vero cult.
In particolare la figura di Brom, per la sua innata simpatia e la straordinaria invenzione della sua personalità, è diventata in breve tempo un'icona del cinema horror di serie B.